# Hermann Adler (Oberrabbiner)

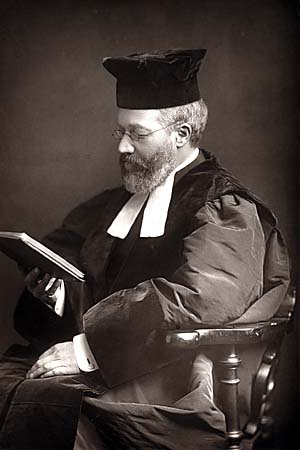
Hermann Adler (um 1894)

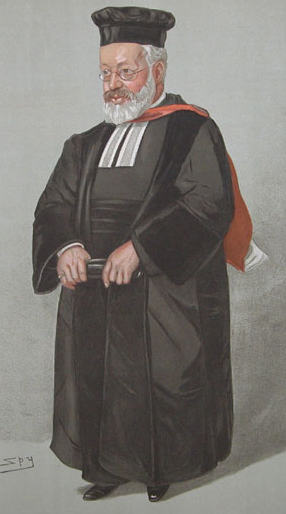
Leslie Ward: Hermann Adler (in Vanity Fair, 1904)

Hermann Naftali Adler (geboren 30. Mai 1839 in Hannover; gestorben 18. Juli 1911 in London) war orthodoxer Oberrabbiner des Vereinigten Königreichs von 1891 bis 1911.

## Leben
Er war der Sohn von Rabbiner Nathan Marcus Adler und zog 1845 von Hannover nach London, als sein Vater zum leitenden Rabbiner (Chief Rabbi) von Großbritannien gewählt wurde. 1852 bis 1854 besuchte er die University College School in London. Anschließend ging er nach Prag und dann nach Leipzig, wo er 1861 promoviert wurde. Im selben Jahr wurde er Schulleiter des von seinem Vater gegründeten Jews’ College, 1864 erhielt er eine Stelle in der Synagoge von Bayswater.
Seit 1879 vertrat er seinen kranken Vater als Chief Rabbi und wurde ein Jahr nach dessen Tod zu seinem Nachfolger gewählt. Er setzte die von seinem Vater eingeführte Tradition fort und kombinierte orthodoxes Judentum mit starken organisatorischen Fähigkeiten und einem Sinn für die Würde seines Amtes.
Obwohl er Palästina besucht hatte und in der Kolonisationsbewegung Chowewe Zion aktiv war, stand er den Ideen von Theodor Herzl ablehnend gegenüber und bezeichnete den von ihm entwickelten politischen Zionismus als „Täuschung der Massen“ (egregious blunder). Herzl hingegen nannte ihn am 29. Oktober 1898 in einem Brief an Nordau einen „Herrgottsfopper“.
„... es wäre mir eine Erleichterung, wenn die J.C.A. mich nicht mag u. meinen Rücktritt als Bedingung für ihr Mitgehen setzt. Ich habe es nämlich bis dahinauf, dass mich Lumpenkerle wie der Londoner Herrgottsfopper Adler beschimpfen u. mich hinstellen, als zöge ich den Leuten die Uhr, nachdem ich drei Jahre lang mich abrackere, meine Zeit und Arbeit und vierzigtausend Gulden aus meiner Tasche für das Judenthum hergegeben habe, von dem diese elenden Strolche leben ...“
Eine weitere Quelle für Spannungen waren die zahlreichen russisch-jüdischen Flüchtlinge, die nach dem Attentat auf Zar Alexander II. und den folgenden Pogromen nach Westeuropa, darunter auch nach Großbritannien, strömten und in der relativ kleinen jüdischen Gemeinde im England des späten 19. Jahrhunderts fremd blieben. Zwar gelang es Hermann Adler nicht, zu den russischen Einwanderern ein Vertrauensverhältnis aufzubauen, er wurde jedoch vom britischen Reformjudentum und den dort ansässigen sephardischen Gemeinden bei öffentlichen Veranstaltungen als ihr offizieller Vertreter anerkannt. Wie sein Vater vertrat er in Großbritannien die vom Frankfurter Rabbiner Samson Raphael Hirsch begründete Neo-Orthodoxie. Eine Auswahl seiner Predigten wurde 1909 in London unter dem Titel Anglo-Jewish Memories veröffentlicht.
Elkan Adler war ein Halbbruder Hermann Adlers.

## Schriften (Auswahl)
- Anglo-Jewish memories, and other sermons. London : G. Routledge, 1909 (Werkausgabe)